# Paa hazarensis
Paa hazarensis és una espècie de granota que viu a l'Índia, Pakistan i, possiblement també, a Bhutan i Nepal.